# (15068) Wiegert
(15068) Wiegert est un astéroïde de la ceinture principale.

## Description
(15068) Wiegert est un astéroïde de la ceinture principale. Il fut découvert par le programme Spacewatch le 13 janvier 1999 à Kitt Peak. Il présente une orbite caractérisée par un demi-grand axe de 3,99 UA, une excentricité de 0,221 et une inclinaison de 1,74° par rapport à l'écliptique.
Il fut nommé en hommage à l'astronome Paul Wiegert (né en 1967), qui aida à l'identification de l'astéroïde géocroiseur (3753) Cruithne.

## Compléments